# Ил Макионе (Болоња)
Ил Макионе (итал. Il Macchione) је насеље у Италији у округу Болоња, региону Емилија-Ромања.
Према процени из 2011. у насељу је живело 12 становника. Насеље се налази на надморској висини од 502 м.